# Colaspoides amamiana
Colaspoides amamiana es un coleóptero de la familia Chrysomelidae.
Fue descrita científicamente en 1988 por Komiya.